# Tompo
Tompo (ruski: Томпо; jakutski: Томпо) rijeka je u Republici Saha (Jakutija) u Rusiji, desna pritoka Aldana, dio sliva Lene. Ima duljinu od 570 kilometara i područje drenažnog bazena od 42.700 četvornih kilometara.
Rijeka Tompo je dala ime okrugu Tompo. Protječe kroz napuštena područja, a Topolinoje je jedino naseljeno mjesto u dugom toku rijeke. Tompo nije plovan.
Tompo izvire na južnim padinama visoravni Elgi. U dužini od oko 400 km, rijeka pokazuje karakteristike tipične planinske rijeke, teče unutar duboke i uske doline omeđene strmim padinama.
U svom najvišem toku Tompo teče otprilike prema sjeveru duž sjeverne strane planina Suntar-Kajata; nakon otprilike 80 km skreće i slijedi općenito smjer prema zapadu oko 200 km kroz južni dio visoravni Elgi. Nizvodno od ušća Delinje, njezine druge najveće pritoke, koja teče iz središnjeg dijela gorja Jana-Ojmjakon, Tompo savija u otprilike 130 km  dugu duboku klisuru, odvajajući lanac Verhojansk na sjeverozapadu i skupinu od tri paralelna lanca koju tvore Ulahan-Bom, Sette-Daban i Skalisti Raspon prema jugoistoku. 
Nakon ušća rijeke Menkule, ona izlazi iz planina i teče u smjeru jugozapada, ulazi u istočnu stranu središnje jakutske ravnice, gdje njena dolina postaje vrlo široka i močvarna, a njezino se korito dijeli na tekuće rukavce kako se brzina toka smanjuje. Napokon se Tompo susreće s desnom obalom rijeke Aldan, nasuprot sela Megino-Aldan, uzvodno od ušća Baraja.